# Asplenium semipinnatum
Asplenium semipinnatum là một loài thực vật có mạch trong họ Aspleniaceae. Loài này được (Hieron.) A.R. Sm. mô tả khoa học đầu tiên năm 2004.